# Yūki-gun

Geographische Lage des Yūki-gun seit 2006 in der Präfektur Ibaraki

Yūki (jap. 結城郡, -gun) ist ein Landkreis in der japanischen Präfektur Ibaraki.
Im Jahre 2003 hatte der Landkreis eine Bevölkerung von (geschätzt) 58.788 Einwohnern und eine Bevölkerungsdichte von 478.85 Personen/km². Die Gesamtfläche betrug 122,77 km².
Die einzige verbliebene Gemeinde ist seit 2006 Yachiyo mit 24.154 Einwohnern.

## Städte und Dörfer

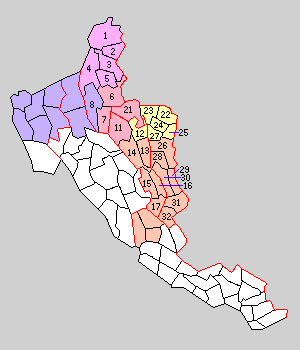
Gemeindegliederung 1889 der Landkreise im zu Ibaraki gehörenden Teil von Shimousa; Ziffern: Gemeinden der drei Vorläuferlandkreise des Yūki-gun von 1896

1878 wurde der antike Kreis Yūki von Shimousa als moderne Verwaltungseinheit von Ibaraki reaktiviert; die Kreisverwaltung lag in Vorgriff auf die späteren Landkreisfusionen als gemeinsame Verwaltung für drei Landkreise außerhalb des Kreises im Kreis Toyoda. Bei der Einführung der von deutschen Regierungsberatern unter Innenminister Yamagata gestalteten modernen Städte und Dörfer 1889 wurde der alte Yūki-gun in eine Stadt und sieben Dörfer eingeteilt. 1896 wurde der alte Kreis Yūki mit Okada und Toyoda zu einem neuen Yūki-gun vereinigt, der danach aus zwei Städten und 25 Dörfern bestand.
Zu Beginn des 3. Jahrtausends waren davon noch drei übrig:
- Chiyokawa: Am 1. Januar 2006 in Shimotsuma eingemeindet.
- Ishige: Am 1. Januar 2006 mit Mitsukaidō zu Jōsō zusammengeschlossen.
- Yachiyo